# Orgyiodes caparia
Orgyiodes caparia är en fjärilsart som beskrevs av Walker 1862. Orgyiodes caparia ingår i släktet Orgyiodes och familjen mätare. Inga underarter finns listade i Catalogue of Life.